# Brebenei
Brebenei – wieś w Rumunii, w okręgu Gorj, w gminie Brănești. W 2011 roku liczyła 304 mieszkańców.